# Dog & Butterfly (canción)
«Dog & Butterfly» es una canción de la banda estadounidense Heart. Proviene del álbum de 1978 Dog & Butterfly y fue lanzada como segundo sencillo. Se trata de una balada en guitarra acústica cantada por Ann Wilson. Obtuvo un éxito moderado en los Estados Unidos en 1979, alcanzando la posición #34 en la lista Billboard Hot 100.

## Listas
| Lista (1979)                               | Posición |
| ------------------------------------------ | -------- |
| Canadá                                     | 51       |
| Francia                                    | 7        |
| EE. UU.. Billboard Hot 100                 | 34       |
| EE. UU. Billboard Adult Contemporary Chart | 33       |